# Bulbostylis curassavica
Bulbostylis curassavica là một loài thực vật có hoa trong họ Cói. Loài này được (Britton) Kük. & Ekman mô tả khoa học đầu tiên năm 1929.